# Bundesautobahn 80
De Bundesautobahn 80 (BAB80) was een geplande snelweg. Er is één stukje van de snelweg gebouwd, tussen Lingenfeld en Germersheim, nu onderdeel van de B35. De snelweg zou als volgt hebben moeten gaan verlopen: Germersheim – Bruchsal - Maulbronn - Stuttgart – Göppingen – Ulm - Senden.
Delen van de geplande snelweg BAB80 zijn nu vervangen door deelstukken van de B10 en B28. Het stuk tussen Ulm en Senden heeft zelfs blauw met witte wegwijzers, zoals gebruikelijk op een autosnelweg, maar niet op een bundesstraße.